# Донж
Донж (фр. Donges) — коммуна на западе Франции, находится в регионе Пеи-де-ла-Луар, департамент Атлантическая Луара, округ Сен-Назер, кантон Сен-Назер-2. Расположена в 46 км к западу от Нанта и в 11 км к западу от Сен-Назера, в 3 км от национальной автомагистрали N1717, на правом берегу реки Луара недалеко от места ее впадения в Бискайский залив. В 2 км к югу от центра коммуны находится железнодорожная станция Донж линии Тур–Сен-Назер.
Население (2017) — 7 961 человек.

## История
На территории коммуны люди проживали с периода неолита, свидетельством чему являются многочисленные мегалиты, являющиеся историческими памятниками. В галло-римские времена здесь добывали свинец. В IX веке поселение было разорено викингами, прочно обосновавшимися в устье Луары. 
После изгнания северян Донж был снова заселен, в основном переселенцами из Бретани. В Средние века Донж был центром одноименного виконства, владевшего землями на правом берегу Луары от Сен-Назера до Кордеме. В XI веке виконты Донж построили замок на высокой скале на берегу реки, до наших дней не сохранившийся.
В 1930-е годы в Донже был построен нефтеперерабатывающий завод. В настоящее время этот завод принадлежит группе Total и перерабатывает около 11 миллионов тонн сырой нефти в год, что делает его вторым нефтеперерабатывающим заводом во Франции. Завод расположен по обеим сторонам железнодорожной линии, причем железнодорожная станция оказалась посередине нефтеперерабатывающего завода. Существует проект прокладки новой линии протяженностью 4,5 км, ближе к центру коммуны, но его реализация постоянно откладывается из-за высокой стоимости.

## Достопримечательности
- Усадьба Ла-Элардьер XIV-XVI веков
- Несколько менгиров

## Экономика
Структура занятости населения:
- сельское хозяйство — 1,7 %
- промышленность — 33,5 %
- строительство — 10,9 %
- торговля, транспорт и сфера услуг — 34,6 %
- государственные и муниципальные службы — 19,3 %

Уровень безработицы (2017 год) — 12,8 % (Франция в целом — 13,4 %, департамент Атлантическая Луара — 11,6 %). 

Среднегодовой доход на 1 человека, евро (2017 год) — 20 570 (Франция в целом — 21 110, департамент Атлантическая Луара — 21 910).

## Демография
Динамика численности населения, чел.

## Администрация
Пост мэра Донжа с 2014 года занимает Франсуа Шено (François Chéneau). На муниципальных выборах 2020 года возглавляемый им центристский список победил во 2-м туре, получив 48,13 % голосов (из четырех списков).
| Период | Период | Фамилия           | Партия                  | Примечания        |
| ------ | ------ | ----------------- | ----------------------- | ----------------- |
| 1968   | 1971   | Пьер Берсьян      | Разные левые            |                   |
| 1971   | 1983   | Жан Пошар         | Разные правые           | врач              |
| 1983   | 1989   | Ален Пико         | Социалистическая партия | менеджер колледжа |
| 1989   | 1990   | Жан Пошар         | Разные правые           | врач              |
| 1990   | 1995   | Александр Кравель | Разные правые           | менеджер          |
| 1995   | 2008   | Рене Дроллон      | Разные правые           |                   |
| 2008   | 2014   | Анн Офре          | Разные левые            | директор школы    |
| 2014   |        | Франсуа Шено      | Разные правые           | адвокат           |

## Города-побратимы
- Куневальде, Германия

## Галерея

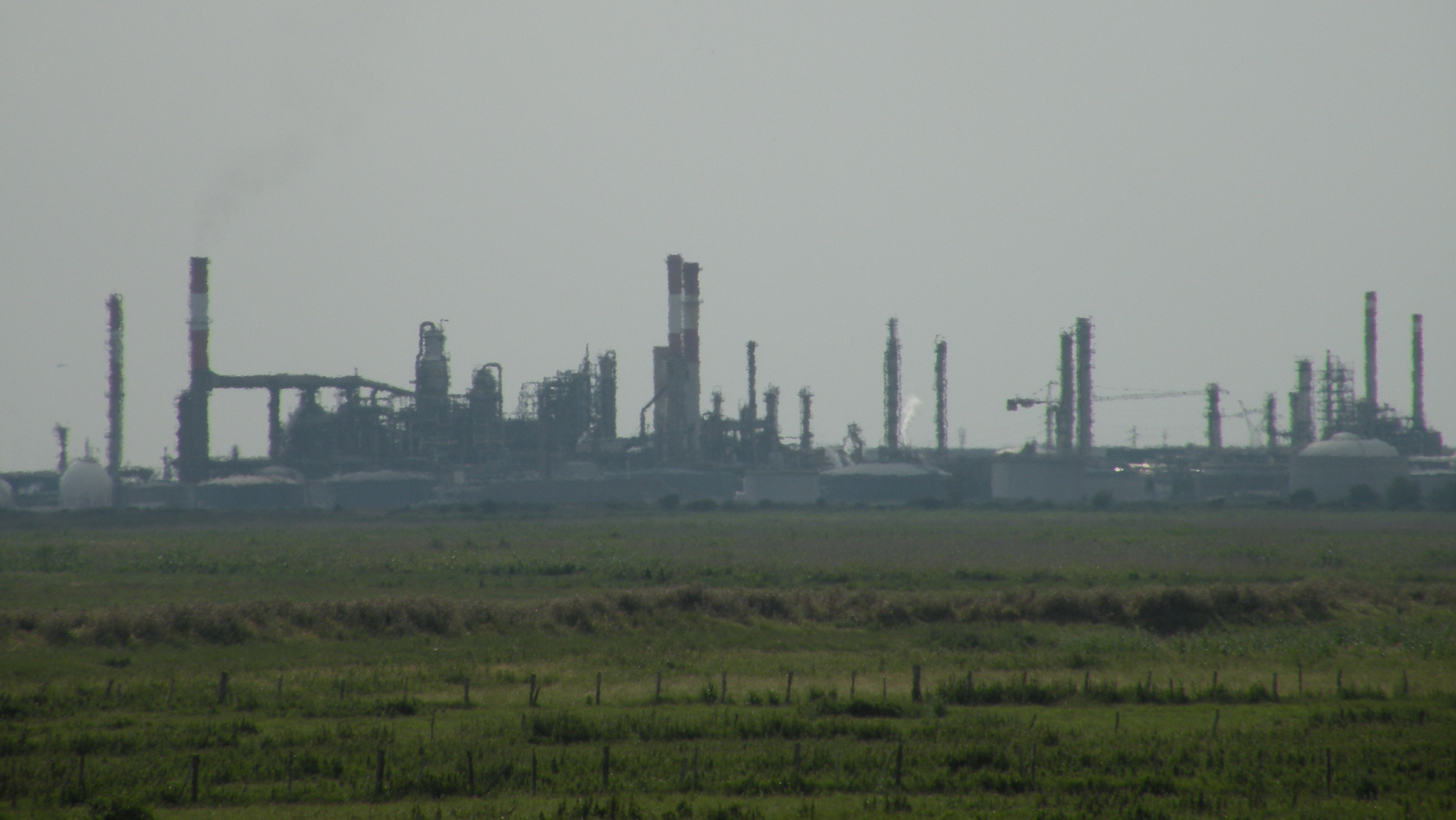
Нефтеперерабатывающий завод
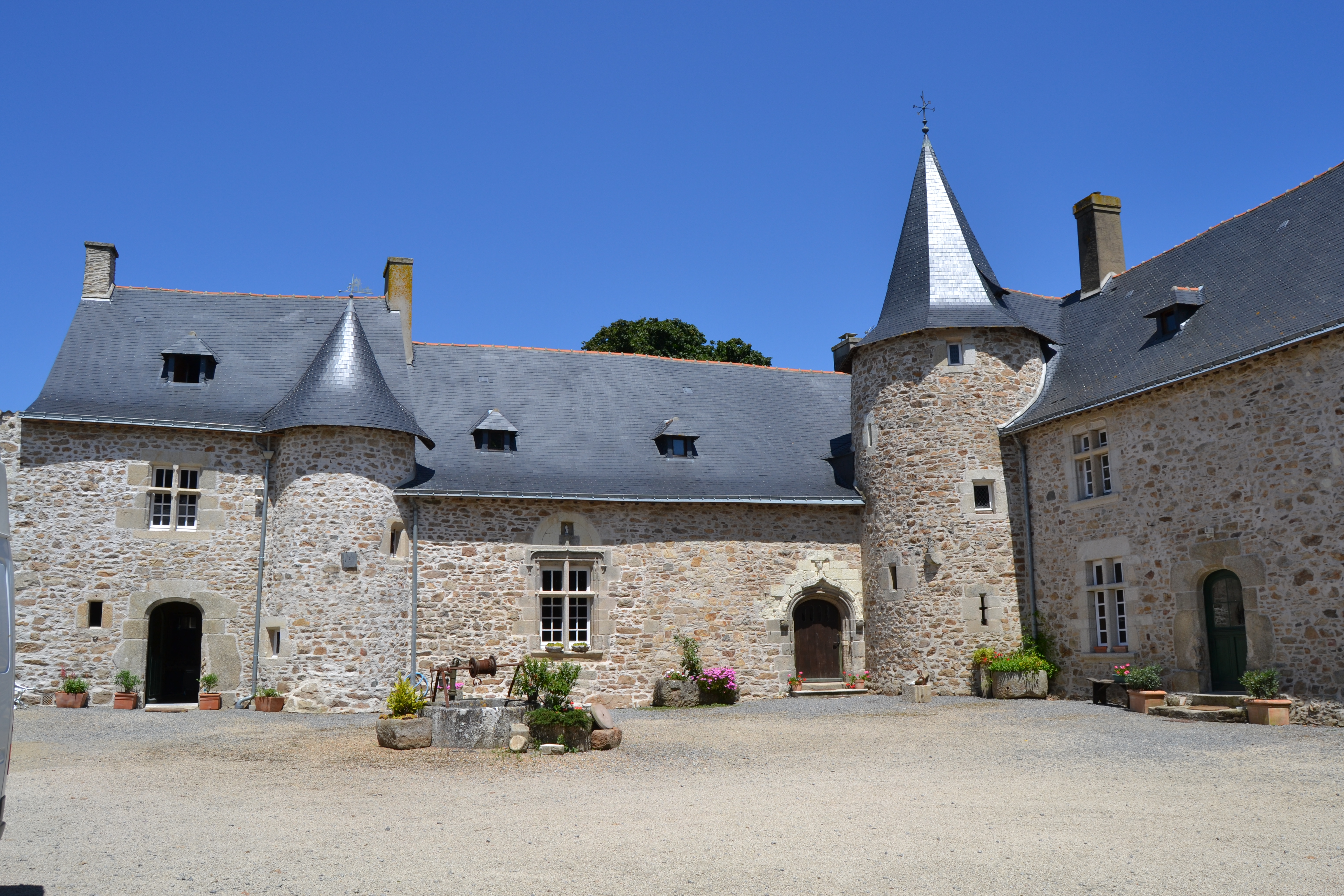
Усадьба Ла-Элардьер